# Poblado íbero de Montbarbat

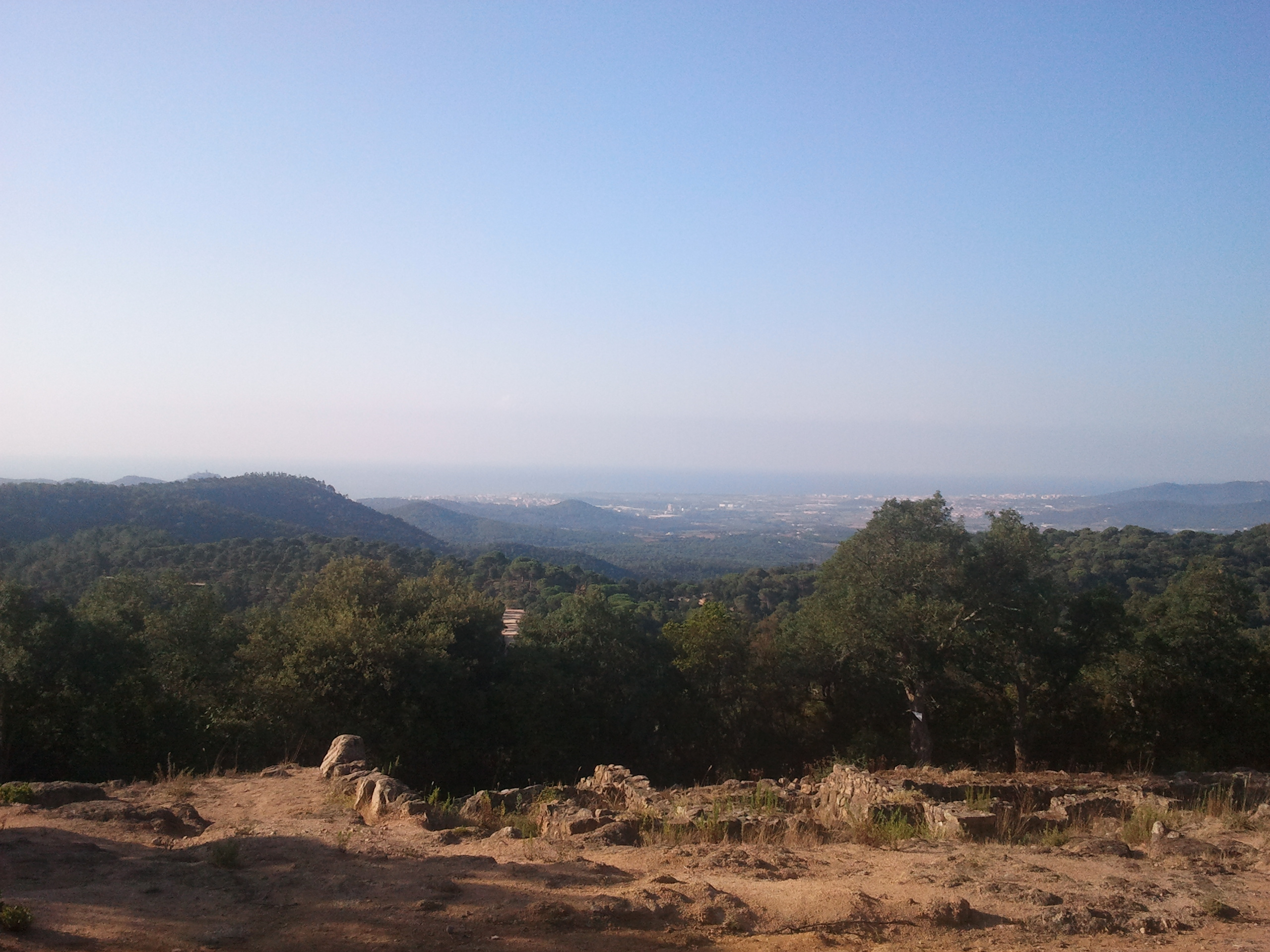
Vista desde la cima de la colina Montbarbat.

El poblado íbero de Montbarbat se encuentra en la cima de la montaña del mismo nombre, de 331 metros de altitud, sobre la cordillera Litoral, en el extremo norte - occidental del término municipal de Lloret de Mar, en el límite con Massanet de la Selva. Su situación le hace estar en un lugar estratégico, ya que es una atalaya que domina visualmente toda la depresión de la Selva, las laderas de las montañas que la rodean (Montseny, Guillerias y Collsacabra), la parte occidental de las Gavarres y toda la baja Tordera. Por tanto, desde Montbarbat se controlaban dos de las vías de comunicación más importantes del país. Una era la vía Heraclea (posterior vía Augusta romana), que comunicaba la península ibérica con el resto de Europa. La otra era la vía marítima-fluvial que comunicaba el litoral con el interior del país por el eje de la Tordera-riera de Arbúcias.

## Información sobre el poblado
Montbarbat se está excavando desde el año 1978 de forma prácticamente continuada por un equipo de la Universidad de Barcelona dirigido por Maria del Vilar Vilà. Esto ha posibilitado que tengamos bastante información y que se puedan conocer los rasgos generales. Se trata de un asentamiento de más de 5.500 m² de superficie, ubicado en la parte más alta del cerro y adaptado en parte a la topografía del lugar. Se encuentra rodeado por una línea de muralla reforzada con un mínimo de dos torres. En el interior, se conocen sobre todo las casas situadas en el ángulo suroeste del poblado y las del área central, aunque diversos restos afloran en una gran extensión, aún pendiente de excavar. Estas características hacen de Montbarbat uno de los grandes poblados ibéricos de la zona.

## Muralla
La muralla, de un perímetro de 370 metros, y un grosor que oscila entre 1'20 y 1'50 m, rodea todo el poblado. Actualmente, se pueden ver bien unos 90 metros y está construida mediante un doble paramento de piedras trabajadas y muy bien dispuestas, con un relleno de piedra pequeña en el interior. La única torre excavada, situada en el lado oeste del poblado, es de planta rectangular, de 2'70 por 5'50 m, y se accedía a través de una entrada de 110 cm de ancho situada en el interior de una estancia adosada a la muralla. Por sus características técnicas avanzadas, que la hacen en parte independiente de los condicionamientos del relieve, la muralla de Montbarbat ha podido datarse a partir del siglo IV a. C.

## Urbanismo y casas
Según lo que de momento se conoce, las diversas casas se distribuyen en el interior del poblado siguiendo una cierta planificación urbanística. Las construcciones adosadas a la muralla, en la zona suroeste, se abren a dos calles de forma irregular y con pavimentos de tierra pisada, dispuestos perpendicularmente entre sí. Las viviendas de la zona central se articulan entre sí siguiendo otra disposición, y hay también un área abierta, seguramente destinada a actividades de tipo comunal. Aparte de las casas destinadas a vivienda (la mayoría) dentro del poblado también se han identificado una zona de almacenes y una cisterna para el almacenamiento de agua. Las casas son de planta rectangular o trapezoidal, con superficies que rondan los 30 m². De las paredes se conserva el zócalo de piedra y ha desaparecido la parte superior, de barro, y el tejado, hecho con elementos vegetales. Algunas casas, más sencillas, tienen una sola habitación, mientras que otras están compartimentadas, generalmente, en un vestíbulo y una habitación principal. El suelo es de tierra pisada y en cada estancia se ha identificado generalmente un hogar, hecho de barro cocido y capas aislantes de cerámica. En una casa se localizó un pequeño horno doméstico y en otros se han excavado silos para el almacenamiento de alimentos. Agujeros de poste presentes en casi todas las casas prueban la existencia de estructuras de madera.

## Material arqueológico: cerámica y otros materiales
Entre el material arqueológico sobresale la cerámica. La más abundante es hecha a mano por los propios habitantes del poblado, y está formada por vasijas de cocina y de almacén. La alfarería a torno ibérica estaba fabricada en diversos talleres de la región, estaba compuesta tanto por utensilios de mesa como de almacén, y hay ejemplares decorados con pintura blanca o roja. Entre la cerámica de importación, que denota las relaciones comerciales de los habitantes de Montbarbat, destaca la vajilla de lujo fabricada en Grecia (Ática) y la que procede de talleres de Italia o del mundo griego occidental (sur de la Galia, Ampurdán). Finalmente, cabe destacar las ánforas, que son de fabricación ibérica, púnica o massaliota, y las piezas singulares, entre las que destacan una en forma de cabeza de cordero y dos estatuillas, una en forma de cabeza humana y la otra, también, de cordero. Los objetos de metal están compuestos por pequeñas piezas de adorno de bronce (pendientes, fíbulas), y fragmentos de cuchillos y clavos de hierro. La aparición de mucha escoria de este metal denota un trabajo de reparación de útiles y de elaboración de utensilios sencillos. Otro objeto de adorno encontrado son las cuentas de collar de pasta de vidrio. En piedra destaca la presencia de molinos para moler el cereal y otras semillas, y también hay material de construcción en barro (ladrillos, fragmentos de terracota, estucos). Entre los restos vegetales destacan las gramíneas (cebada y trigo) y la vid, y se han recuperado huesos de buey, caballo y cerdo. Ha sido todo este material arqueológico, en conjunto, lo que ha permitido datar el poblado ibérico de Montbarbat entre el siglo IV a. C. y principios del III a. C. aunque no se descarta una ocupación anterior que podría remontarse a los siglos VII-V a. C. 
Piezas encontradas:
- Barnices negros (ática, talleres occidentales)
- Gris monocroma
- Ibérica pintada
- Cerámica pintada
- Ánforas ibéricas, púnicas (y massaliotes?)
- Piezas a mano (parecen las más completas).
- Figurita zoomorfa
- Figurita antropomorfa
- Cuentas de collar de pasta de vidrio
- Algún pendiente de bronce
- Algún cuchillo o clave de hierro
- Algún fragmento de molino